# علم الحيوان اللافقاري
علم الحيوانات اللافقارية هو تخصص بيولوجي يتألف من دراسة الحيوانات اللافقارية، أي الحيوانات التي ليس لديها عمود فقري (هيكل يوجد فقط في الأسماك والبرمائيات والزواحف والطيور والثدييات.)
واللافقاريات هي مجموعة كبيرة ومتنوعة للغاية من الحيوانات التي تشمل الإسفنجيات وشائكات الجلد وذوات الغلالة والأنواع العديدة المختلفة من شعب الديدان والرخويات والمفصليات وغير ذلك من الشعب الإضافية الأخرى. والكائنات وحيدة الخلية أو الأولانيات لا تندرج عادة ضمن نفس المجموعة مثل اللافقاريات.
وتشكل اللافقاريات 97% من جميع أنواع الحيوانات المعروفة، وبسبب هذه الحقيقة، فإن لدى هذا الفرع من علم الحيوان العديد من 
الفروع الأخرى، بما في ذلك على سبيل المثال لا الحصر:
- علم مفصليات الأرجل - دراسة مفصليات الأرجل، التي تتضمن.

- علم العنكبوت - دراسة العناكب والحيوانات العنكبوتية الأخرى.
- علم الحشرات - دراسة الحشرات
- علم السرطان - دراسة القشريات
- علم الحريشيات - دراسة كثيرات الأرجل والدودة الألفية.

والحريشيات الأخرى.
- علم الرخويات - دراسة الرخويات

- علم أحياء اللافقاريات القديمة - دراسة اللافقاريات الأحفورية

وأحيانًا يتم تقسيم هذه الأقسام إلى مزيد من التخصصات الأكثر تحديدًا.  على سبيل المثال، داخل علم العنكبوتيات، فإن علم الحَلَم هو دراسة السوس والقرادات؛ وداخل علم الحشرات، فإن علم قشريات الجناح هو دراسة الفراشات والعُث وما إلى ذلك.